# Yang Yong-Kwon
Yang Yong-Kwon es un deportista surcoreano que compitió en taekwondo. Ganó una medalla de oro en el Campeonato Mundial de Taekwondo de 1975 y una medalla de oro en el Campeonato Asiático de Taekwondo de 1974.

## Palmarés internacional
| Campeonato Mundial  | Campeonato Mundial   | Campeonato Mundial | Campeonato Mundial |
| Año                 | Lugar                | Medalla            | Categoría          |
| ------------------- | -------------------- | ------------------ | ------------------ |
| 1975                | Seúl (Corea del Sur) | Medalla de oro     | –80 kg             |
| Campeonato Asiático |                      |                    |                    |
| Año                 | Lugar                | Medalla            | Categoría          |
| 1974                | Seúl (Corea del Sur) | Medalla de oro     | –80 kg             |